# Jagoda Jezior
Jagoda Jezior – polska socjolog, dr hab. nauk społecznych, adiunkt Instytutu Socjologii Wydziału Filozofii i Socjologii Uniwersytetu Marii Curie-Skłodowskiej w Lublinie.

## Życiorys
24 czerwca 1999 obroniła pracę doktorską Wartość pracy w świadomości mieszkańców Regionu Środkowo-Wschodniej Polski, otrzymując doktorat, a 15 listopada 2018 habilitowała się na podstawie oceny dorobku naukowego i pracy zatytułowanej Wyższe wykształcenie a rynek pracy. Studium metodologiczno-empiryczne.
Została zatrudniona na stanowisku adiunkta w Instytucie Socjologii na Wydziale Filozofii i Socjologii Uniwersytetu Marii Curie-Skłodowskiej.

## Publikacje
- 1999: Znaczenie kwalifikacji w świadomości mieszkańców regionu środkowo-wschodniej Polski – komunikat z badań[1]
- 2005: Społeczne kryteria wartości pracy u progu XXI wieku – tradycja czy zmiana?[1]
- 2005: Wartość pracy. Studium socjologiczne na podstawie badań w regionie środkowo-wschodniej Polski[1]
- 2012: Ocena przygotowania absolwentów uczelni wyższych do wejścia na rynek pracy – perspektywa pracodawców[1]
- 2015: Listy do Kaszpirowskiego. Spojrzenie socjologiczne[1]
- 2017: Education and the work situation: analysis based on surveys of entrepreneurs and employees[1]